# Craig Kimbrel
Craig Michael Kimbrel (Huntsville, 28 maggio 1988) è un giocatore di baseball statunitense, lanciatore di chiusura per i Chicago White Sox della Major League Baseball.

## Carriera

### Gli inizi
Kimbrel fu selezionato la prima volta nel 33º turno del draft MLB 2007 dagli Atlanta Braves, ma decise di prolungare di un anno la sua esperienza scolastica nel Wallace State Community College che stava frequentando. Nel 2008 fu nuovamente selezionato dagli Atlanta Braves al terzo giro con la scelta numero 96.

### Minor League
Kimbrel iniziò la propria carriera nel 2008 giocò in tre diverse squadre chiudendo in complessivo con 24 presenze (35.1 inning), 3 vittorie e 2 sconfitte, una media PGL (ERA) di 0.51, 10 salvezze su 11 opportunità e .131 alla battuta contro di lui. Nel 2009 giocò con 4 squadre finendo con 2 vittorie e 3 sconfitte, 2.85 di ERA, 18 salvezze su altrettante opportunità e .150 alla battuta contro di lui in 49 partite (60.0 inning) Nel 2010 giocò con i Gwinnett Braves (livello AAA), concludendo con 3 vittorie e 2 sconfitte, 1.62 di ERA, 23 salvezze su 26 opportunità e .148 alla battuta contro di lui in 48 partite (55.2 inning).

## Major League

### Atlanta Braves

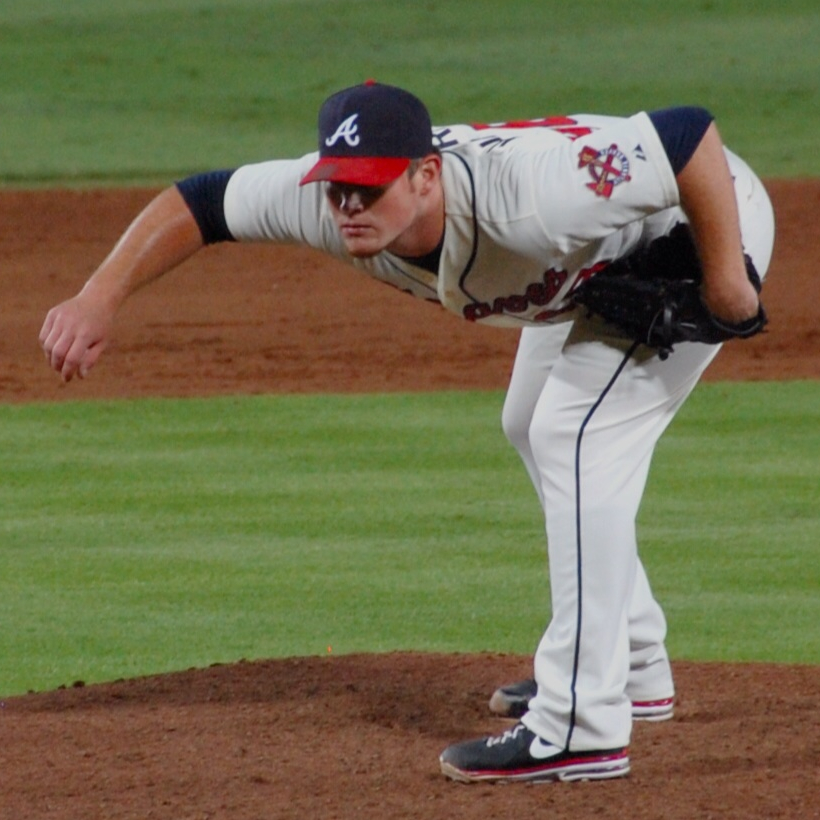
Kimbrel prima di un lancio nel 2013

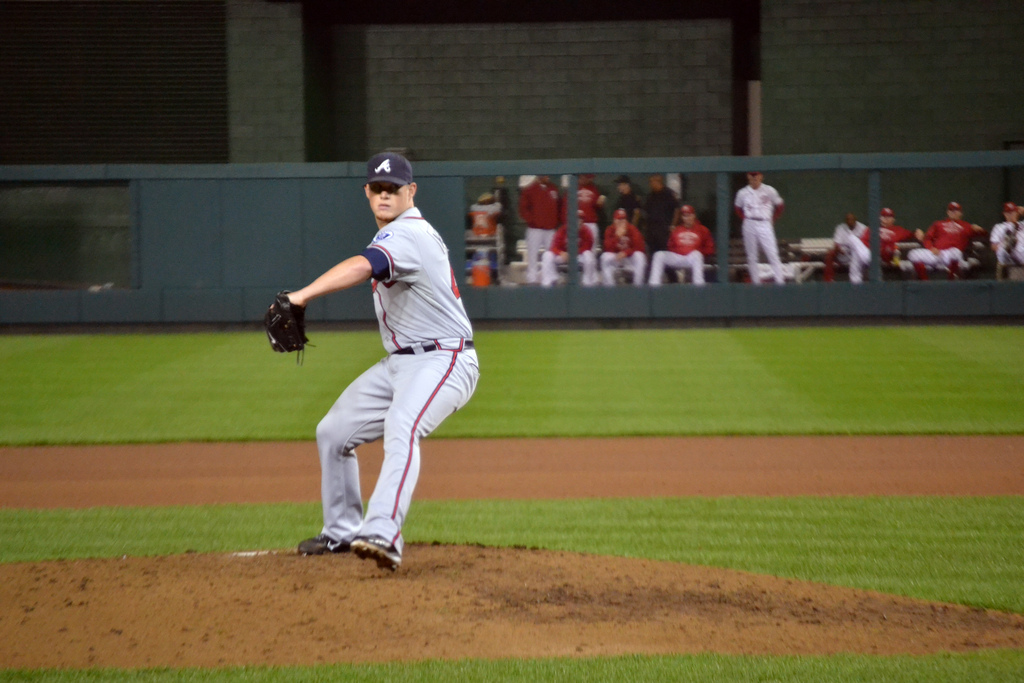
Kimbrel con i Braves nel 2011

Il 5 maggio 2010, all'inizio della stagione 2010, Kimbrel fu chiamato dai Braves per sostituire il lanciatore Jair Jurrjens che non poteva giocare per un infortunio. Kimbrel debuttò nella MLB il 7 maggio 2010, al Citizens Bank Park di Filadelfia contro i Philadelphia Phillies, giocando un inning completo, subendo una valida e realizzando 2 strikeout. Dopo quella prima apparizione fu nuovamente chiamato il 4 giugno 2010 in sostituzione del lanciatore giapponese Takashi Saito. Dopo queste brevi parentesi il 19 settembre 2010 fece il proprio debutto come lanciatore finale contro i New York Mets. Chiuse la sua prima stagione da professionista con 4 vittorie e nessuna sconfitta, 0.44 di ERA, una salvezza nell'unica opportunità e .125 alla battuta contro di lui in 21 partite (20.2 inning).
Il 3 giugno 2011, Kimbrel stabilì contro i New York Mets il record di salvezze per un giocatore dei Braves prima della pausa per l'All-Star Game. Oltre a questo primato, divenne il giocatore rookie dei Braves più veloce a superare quota 100 strikout, in 59 inning (il precedente record era fissato a 70 inning). Il 5 luglio raggiunse quota 26 salvezze raggiungendo il precedente record per un rookie della Major League in salvezze prima della pausa per l'All-Star Game. Il 22 luglio 2011 contro i Cincinnati Reds stabilì il record di salvezze stagionali per un rookie dei Braves (31). Il 9 agosto raggiunse il primato di salvezze per un rookie della National League (36), superandolo la settimana dopo (17 agosto). Il 23 agosto raggiunse il record di salvezze per un rookie della Major League di Neftali Feliz (40) e poi lo superò il otto giorni. Terminò la stagione con 4 vittorie e 3 sconfitte, 2.10 di ERA, 46 salvezze (leader della National League) su 54 opportunità e .178 alla battuta contro di lui in 79 partite (secondo della NL) e 77 inning. A fine anno gli fu rinnovato il contratto per un valore di 419.000 dollari.
Nel 2012 firmò un rinnovo del valore di 590.000 dollari. Chiuse con 3 vittorie e una sconfitta, 1.01 di ERA, 42 salvezze (leader della NL) su 45 opportunità e . 126 alla battuta contro di lui in 63 partite (62.2 inning). Nel 2013 firmò per 655.000 dollari, terminando con 4 vittorie e 3 sconfitte, 1.21 di ERA, 50 salvezze (ancora leader nella NL) su 54 opportunità e .166 alla battuta contro di lui in 68 partite (67 inning).
Il 16 febbraio 2014 firmò un rinnovo quadriennale per un valore totale di 40 milioni di dollari (più un milione di bonus alla firma), più un anno opzionale scelto dei Braves, per 13 milioni di dollari.

### San Diego Padres
Il 5 aprile 2015, i Braves scambiarono Kimbrel, assieme a Melvin Upton Jr., con i San Diego Padres in cambio di Carlos Quentin, Cameron Maybin, il prospetto Matt Wisler, Jordan Paroubeck e la 41ª scelta assoluta del draft MLB 2015.

### Boston Red Sox
Il 13 novembre 2015, i Padres scambiarono Kimbrel con i Boston Red Sox in cambio di Manuel Margot, Javier Guerra, Carlos Asuaje e Logan Allen.

### Chicago Cubs
Il 7 giugno 2019, Kimbrel ha firmato un contratto di 3 anni del valore di 43 milioni di dollari con i Chicago Cubs.

### Chicago White Sox
Il 30 luglio 2021, i Cubs scambiarono Kimbrel con i Chicago White Sox per Nick Madrigal e Codi Heuer.

## Nazionale
Con la nazionale statunitense, Kimbrel disputò il World Baseball Classic 2013.

## Palmarès

### Club
- World Series: 1

Boston Red Sox: 2018

### Individuale
- Esordiente dell'anno della National League

2011
- MLB All-Star: 8

2011–2014, 2016, 2017, 2018, 2021
Rilievo dell'anno: 2
NL: 1 (2014)
AL: 1 (2017)
Delivery Man of the Year: 1
2013
- Capoclassifica della NL in salvezze: 4

2011–2014, 2016, 2017
- Esordiente del mese: 2

NL: giugno e agosto 2011